# Dehiscència
|  | No s'ha de confondre amb Dehiscència (medicina). |

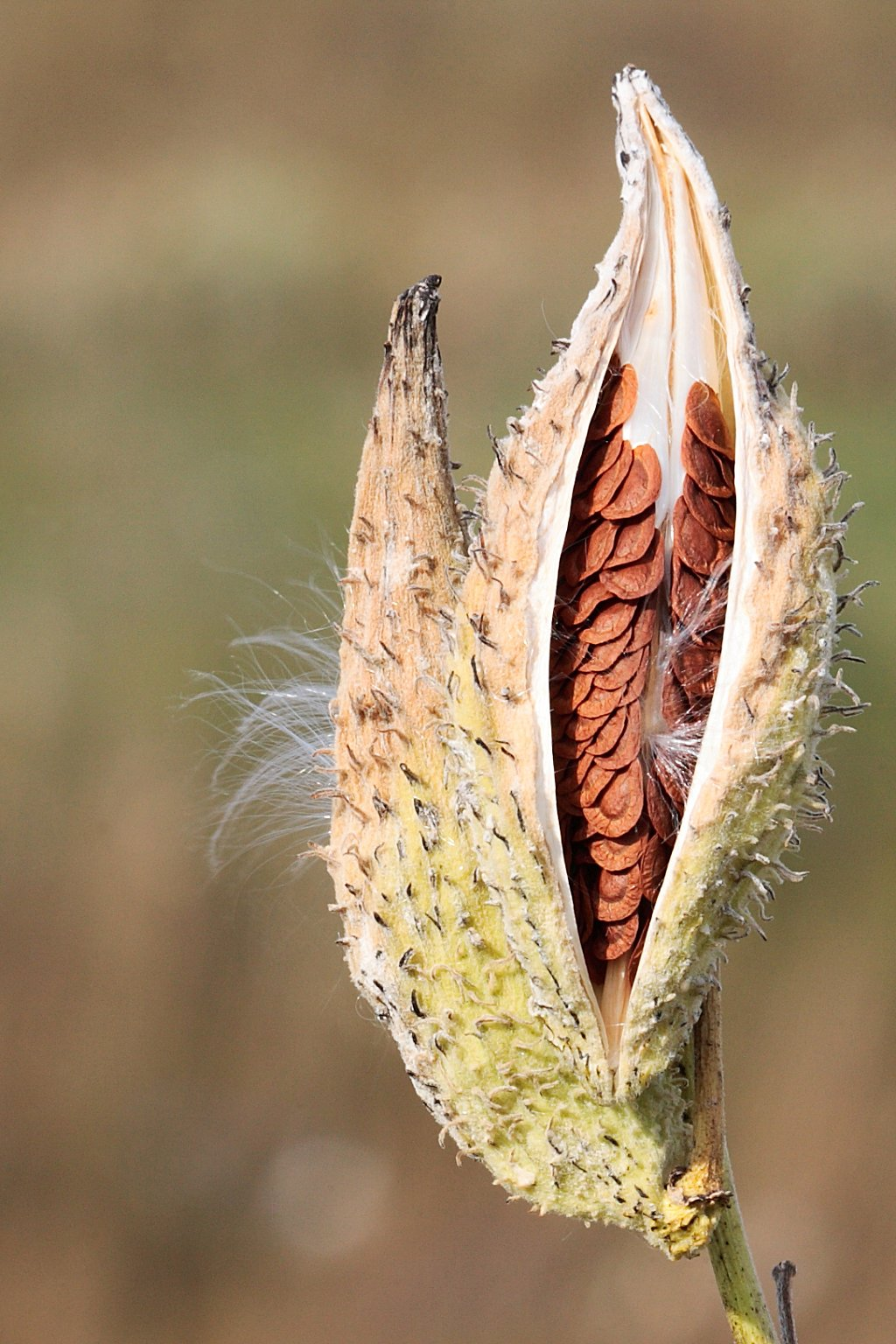
Dehiscència d'un fol·licle d'Asclepias syriaca mostrant les llavors a l'interior.

Dehiscència en biologia, i especialment en botànica, és l'obertura d'un òrgan tancat perquè en pugui sortir el contingut quan arriba a la maduresa.
El contrari és la indehiscència, que es refereix al fet que els òrgans no s'obren espontàniament. Els aquenis (dels gira-sols, les maduixes o la dent de lleó (gènere Taraxacum), per exemple) són fruits indehiscents.
En biologia animal es parla, igualment, de dehiscència en el cas, per exemple, de la muda dels artròpodes, que es fa gràcies a les línies de dehiscència, que permeten l'obertura de l'antiga cutícula, de la qual l'animal es desfà.
En biologia humana, dehiscència és un terme mèdic que significa l'obertura o la ruptura anormal d'un múscul.

## La dehiscència en botànica
En la millora vegetal, la manipulació de la dehiscència fa augmentar el rendiment de la collita i la facilitat amb què es duu a terme; per això, moltes plantes cultivades han passat de ser dehiscents (de manera natural) a indehiscents (en les formes cultivades). La dehiscència és l'obertura de les estructures de les plantes, com són el fruit, l'antera, o l'esporangi, per alliberar el contingut: llavors, pol·len i espores, respectivament. A vegades, això implica un despreniment complet d'una part de l'òrgan.
Són exemples de fruits dehiscents els de la ginesta, el còlquic, l'iris, la rosella, el tabac, l'acant i les brassicàcies, que tenen un fruit anomenat síliqua.

### Dehiscència explosiva

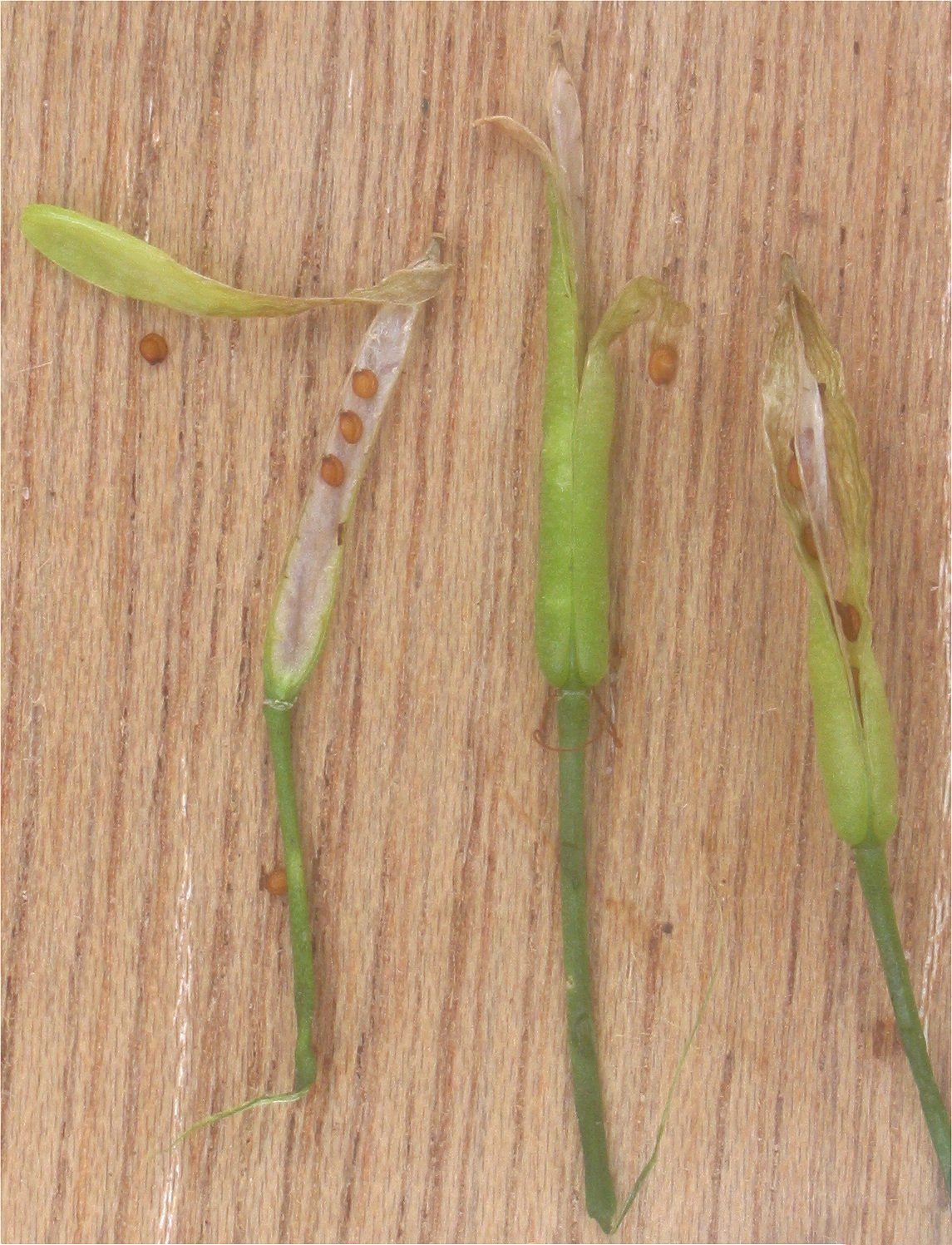
Rorippa microphylla en el moment de la dehiscència o obertura.

Es tracta d'un sistema de dehiscència que en la flora dels Països Catalans presenta, per exemple, el cogombre amarg (Ecballium elaterium). Aquesta cucurbitàcia autòctona emet les llavors a uns quants metres de distància quan es toquen els seus fruits madurs. En el cas de l'arbre Hura crepitans, les llavors, després d'una explosió sorollosa, arriben a distàncies de cent metres. El gènere ornamental Impatiens també té una dehiscència explosiva. L'Sphagnum (molsa que forma la torba) també té una explosió d'espores.

### Dehiscència de les anteres
La darrera funció de l'antera és alliberar els grans de pol·len. Perquè això sigui possible, la paret es trenca per un lloc específic, que passa al llarg de l'antera i que es pot veure com una identificació entre els lòculs de cada teca. Les anteres tenen diversos tipus de dehiscència:
Dehiscència longitudinal: l'antera s'obre longitudinalment.
Dehiscència transversal: l'antera s'obre transversalment.
Dehiscència apical: s'obre un porus apical a través del qual surt el pol·len.
Segons la direcció en la qual els filaments fan la dehiscència, es parla de:
Dehiscència introrsa: ocorre cap al centre de la flor, cosa que facilita l'autopol·linització.
Dehiscència extrorsa: ocorre cap enfora de la flor, cosa que condueix en gran manera a la pol·linització encreuada.

### Dehiscència de fruits
Segons el tipus de desenvolupament del pericarp hi ha dues classes de fruits: els secs i els carnosos.
La dehiscència es dona principalment en els fruits secs, i, segons el tipus de placentació i de fecundació que ha tingut el fruit, hi ha diverses menes de dehiscència:
- Dehiscència sutural doble: el carpel s'obre pel nervi dorsal i entre els nervis placentaris. Exemple: les lleguminoses.
- Dehiscència sutural simple: el carpel s'obre únicament pels nervis placentaris. Exemple: fol·licles i polifol·licles.
- Dehiscència placentífraga: l'obertura del carpel es fa per dues línies paral·leles a la placenta. Exemple: síliqua i silícula.
- Dehiscència loculicida.
- Dehiscència septicida.
- Dehiscència septífraga.
- Dehiscència poricida.
- Dehiscència valvar.

En un fruit que desenvolupa un gineceu compost de carpels fusionats, que un cop fertilitzat creix i es transforma en síliqua, després de la maduració seminal tindrà lloc la dehiscència, i les valves es desenganxaran del septe central i alliberaran les llavors. Aquest procés és semblant a la dehiscència d'anteres, i la zona de dehiscència passa enterament al llarg del fruit entre les valves i el septe extern (replum).
En la maduresa, la zona de dehiscència és, efectivament, una capa no lignificada entre una regió de cèl·lules lignificades a la valva i el septe extern. L'expulsió es dona per la combinació de pèrdua de parets cel·lulars a la zona de dehiscència i les tensions establertes per les propietats mecàniques diferencials de les cèl·lules secants de la síliqua.

### Imatges de dehiscència en fruits

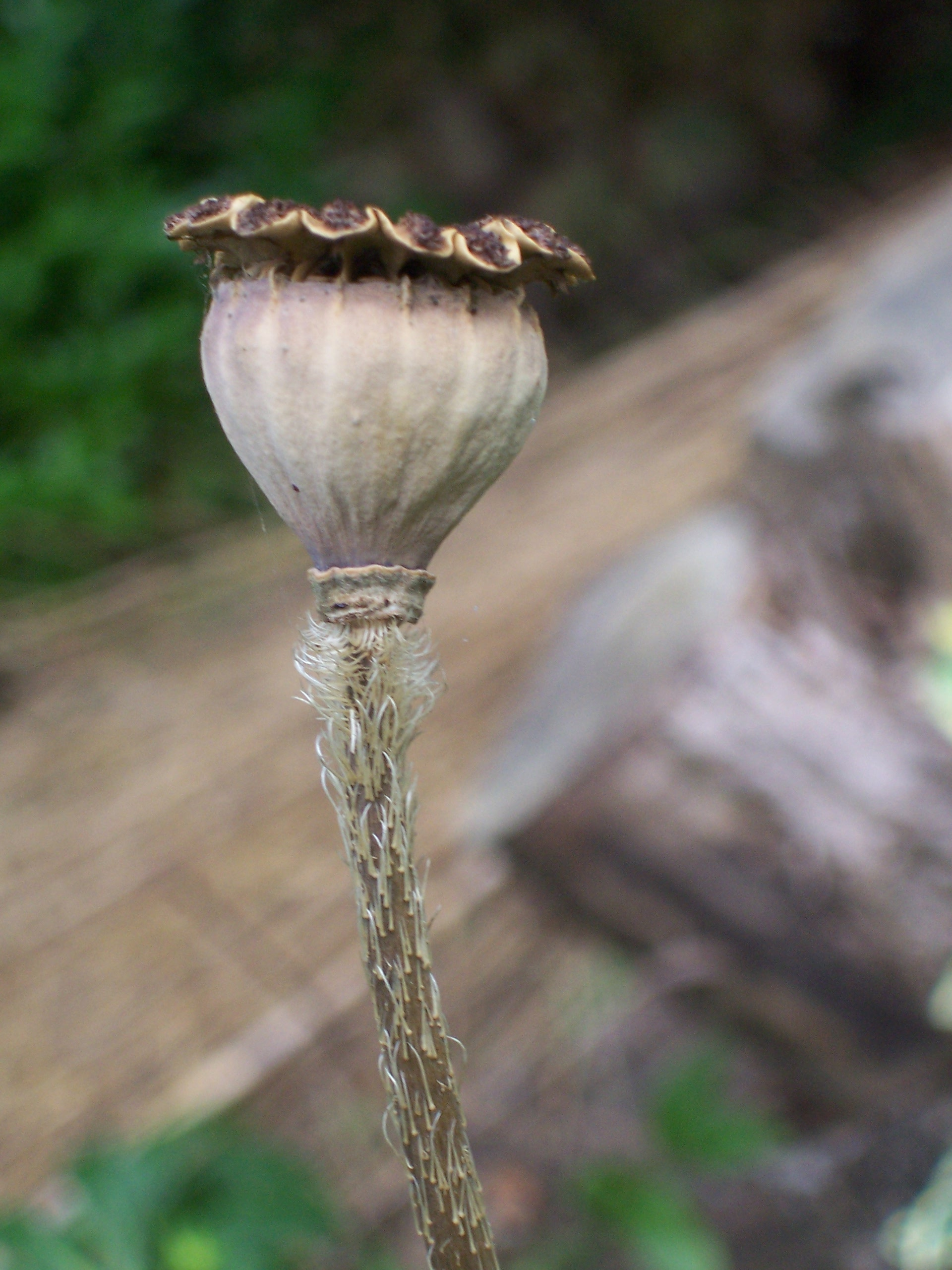
Fruit de rosella que mostra la dehiscència de les llavors a través de la corona.
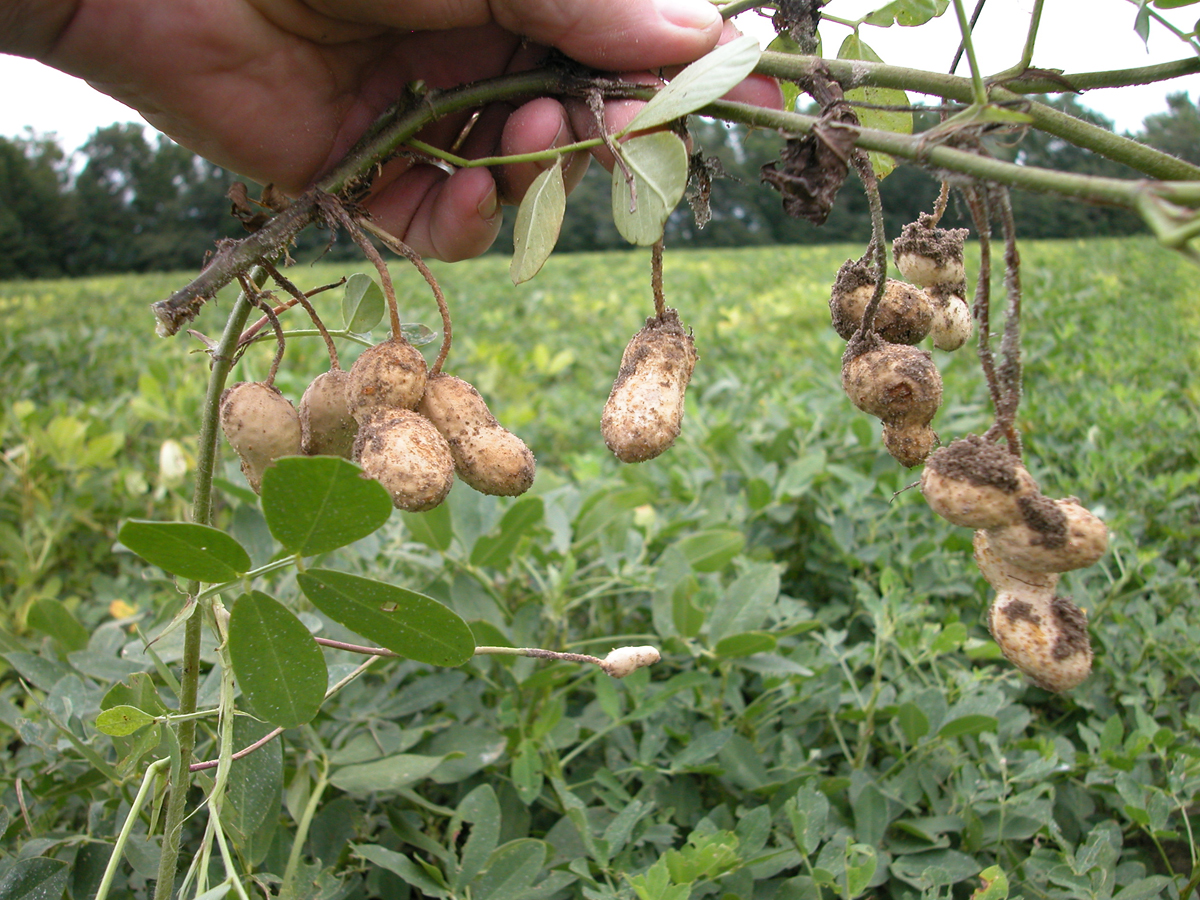
Els cacauets tenen fruits indehiscents i subterranis.
Thlaspi arvense amb síliqües dehiscents.
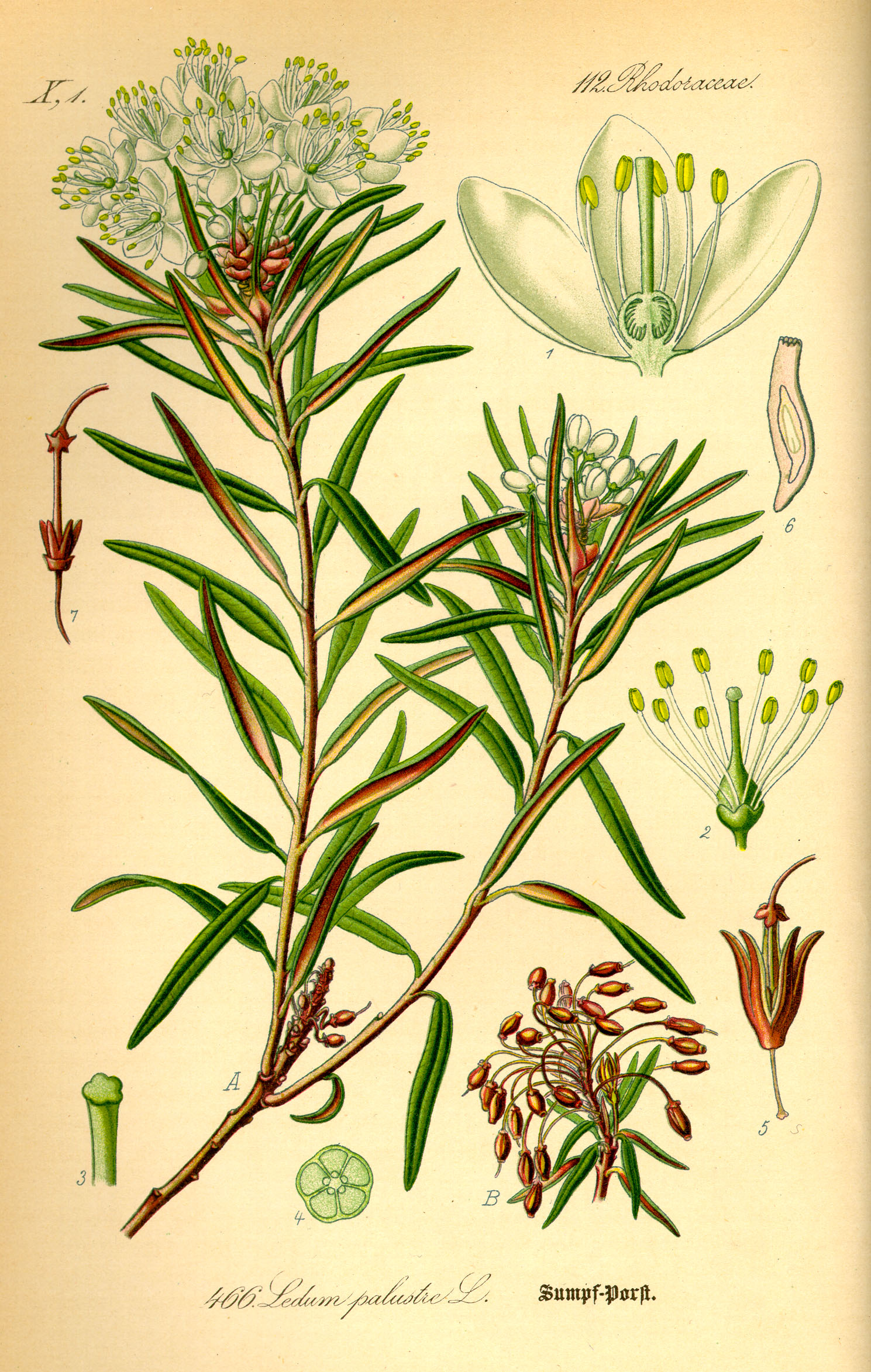
Càpsules de Ledum palustre amb dehiscència septicida (surten del septe o paret entre els carpels).
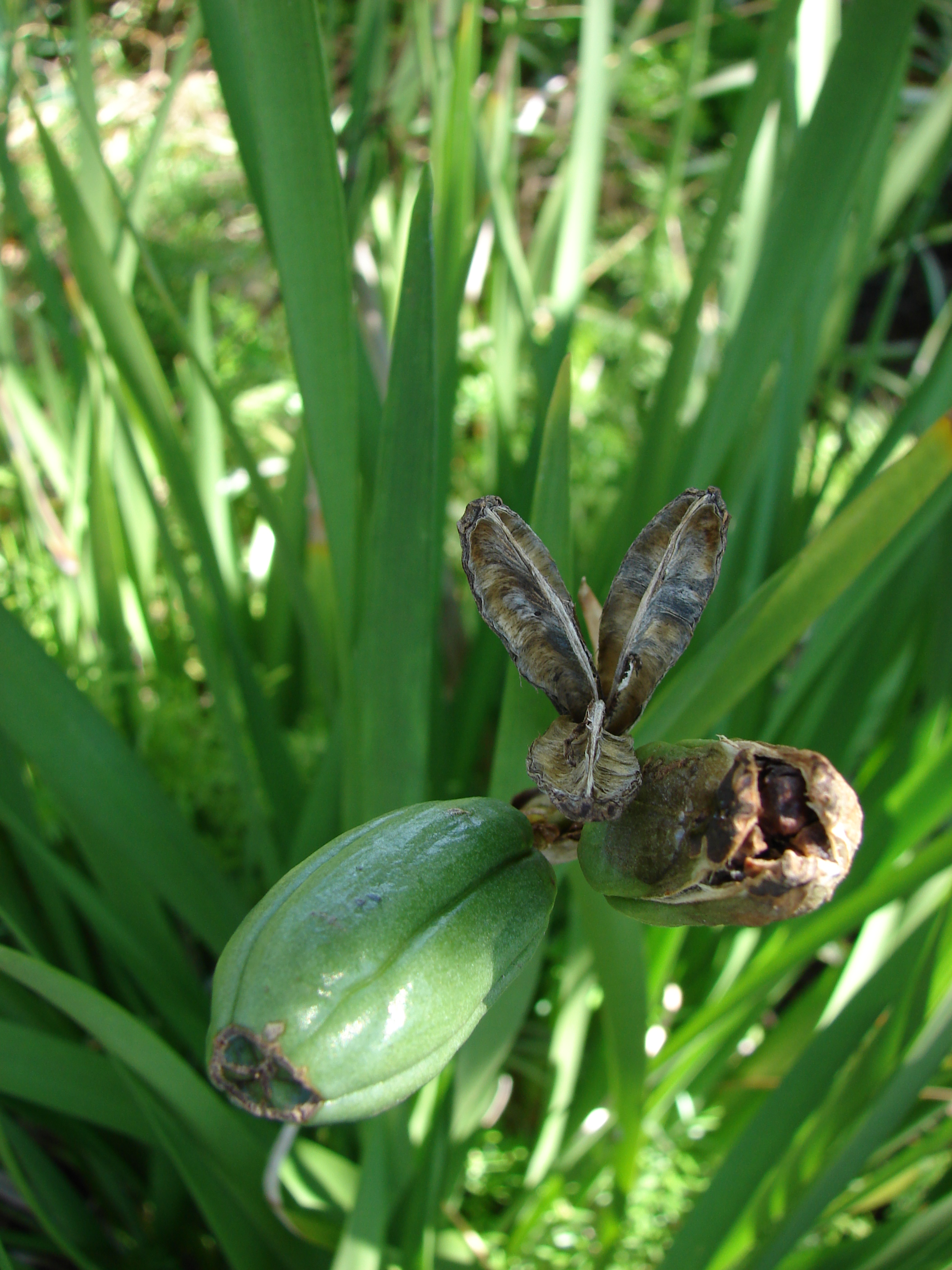
En la família Iridaceae, les càpsules tenen dehiscència loculicida; és a dir, que surten del lòcul (carpel).
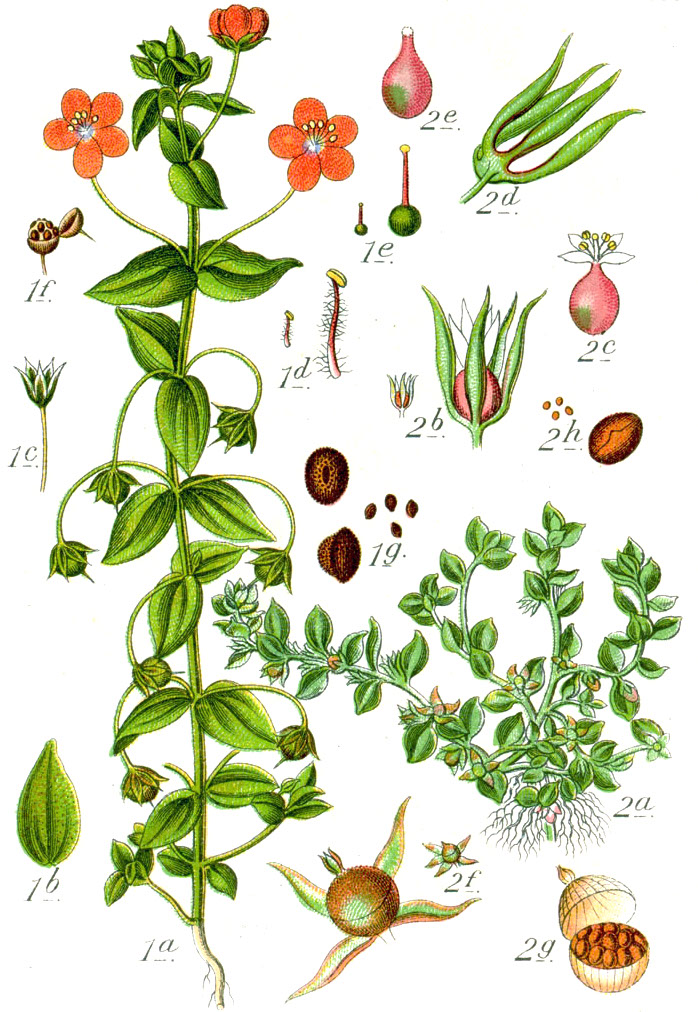
En el gènere Anagallis, els fruits s'obren amb dehiscència circumsicida.

## Dehiscència dels esporangis en les molses
El teixit o endoteci que hi ha a les càpsules de les molses (briòfits) permet un funcionament semblant a la dehiscència que es presenta en les anteres.

## Dehiscència dels esporangis en falgueres
Moltes falgueres leptoesporangiades tenen un anell (annulus) al voltant de l'esporangi que propulsa les espores cap enfora. Les falgueres eusporangiades generalment no disposen de mecanismes especialitzats de dehiscència

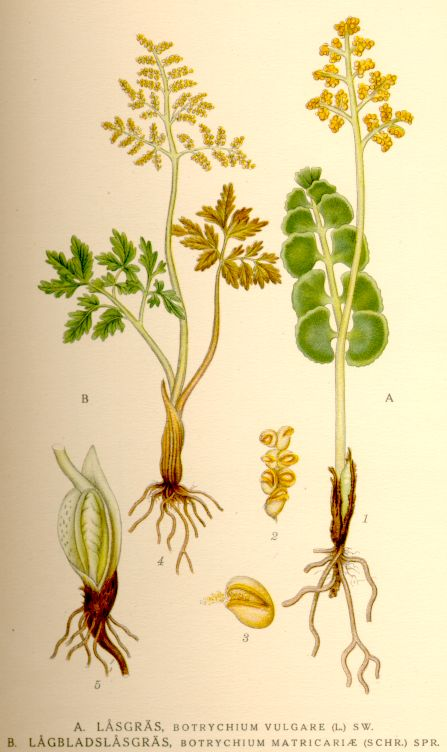
Dehiscència d'esporangis en Botrychium, una falguera eusporangiada.

## Dehiscència en esporangis de fongs i mixomicets

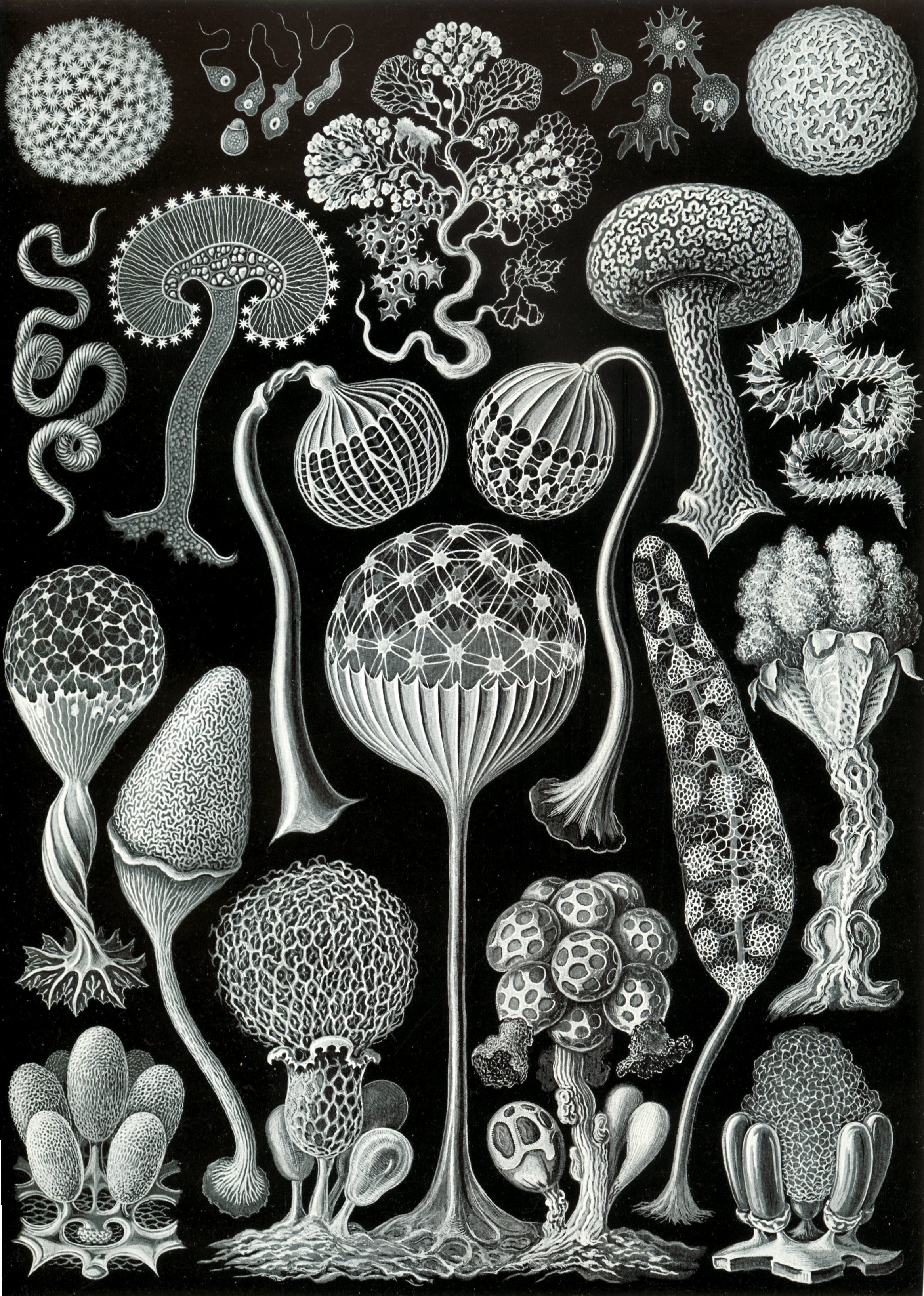
Diversos esporangis amb diversos mecanismes de dehiscència.